# Chickasawhay
La Chickasawhay est une rivière américaine du sud de l'État du Mississippi aux États-Unis.
D'une longueur de 340 km, elle conflue avec la Leaf pour former la Pascagoula qui se jette ensuite dans le Golfe du Mexique.

## Source
- (en) Cet article est partiellement ou en totalité issu de l’article de Wikipédia en anglais intitulé « Chickasawhay River » (voir la liste des auteurs).